# Gomar Estienne
Gomar Estienne est un relieur français de la Renaissance, actif entre 1545 et 1555, installé à Fontainebleau. En 1547, il devient le second titulaire de l'office de « relieur du roi » créé en 1539 pour son prédécesseur Étienne Roffet. Il est connu pour avoir relié de nombreux livres pour le roi Henri II, ainsi que pour le bibliophile Jean Grolier.
Gomar Estienne est associé à un style décoratif à entrelacs géométriques, favorisé par Grolier. Il a également travaillé sur des décors de mauresques et de rinceaux.